# Дачный домик для одной семьи
«Да́чный до́мик для одно́й семьи́» (азерб. Bir ailəlik bağ evi) — второй кинофильм режиссёра Юлия Гусмана, снятый в 1978 году на студии Азербайджанфильм (СССР) по пьесе «Дом на песке» Рустама Ибрагимбекова.

## Сюжет
Пожилые родители (Шарифова, Алескеров) хотят построить дачный домик на берегу моря, где могли бы собираться семьи их взрослых детей. Дочь и сыновья это решение не принимают. Они не могут выбрать время не только помочь старшим, но и просто навестить их. Только старший сын (Кваша) постепенно понимает, что главное желание матери — крепче сплотить большую семью.

## В ролях
- Фирангиз Шарифова — мать
- Сулейман Алескеров — отец
- Игорь Кваша — Эльдар, старший сын
- Лариса Халафова — Валида
- Расим Балаев — Алик
- Сергей Юрский — директор
- Рафик Алиев — лаборант